# Canalul Sfântul Gheorghe

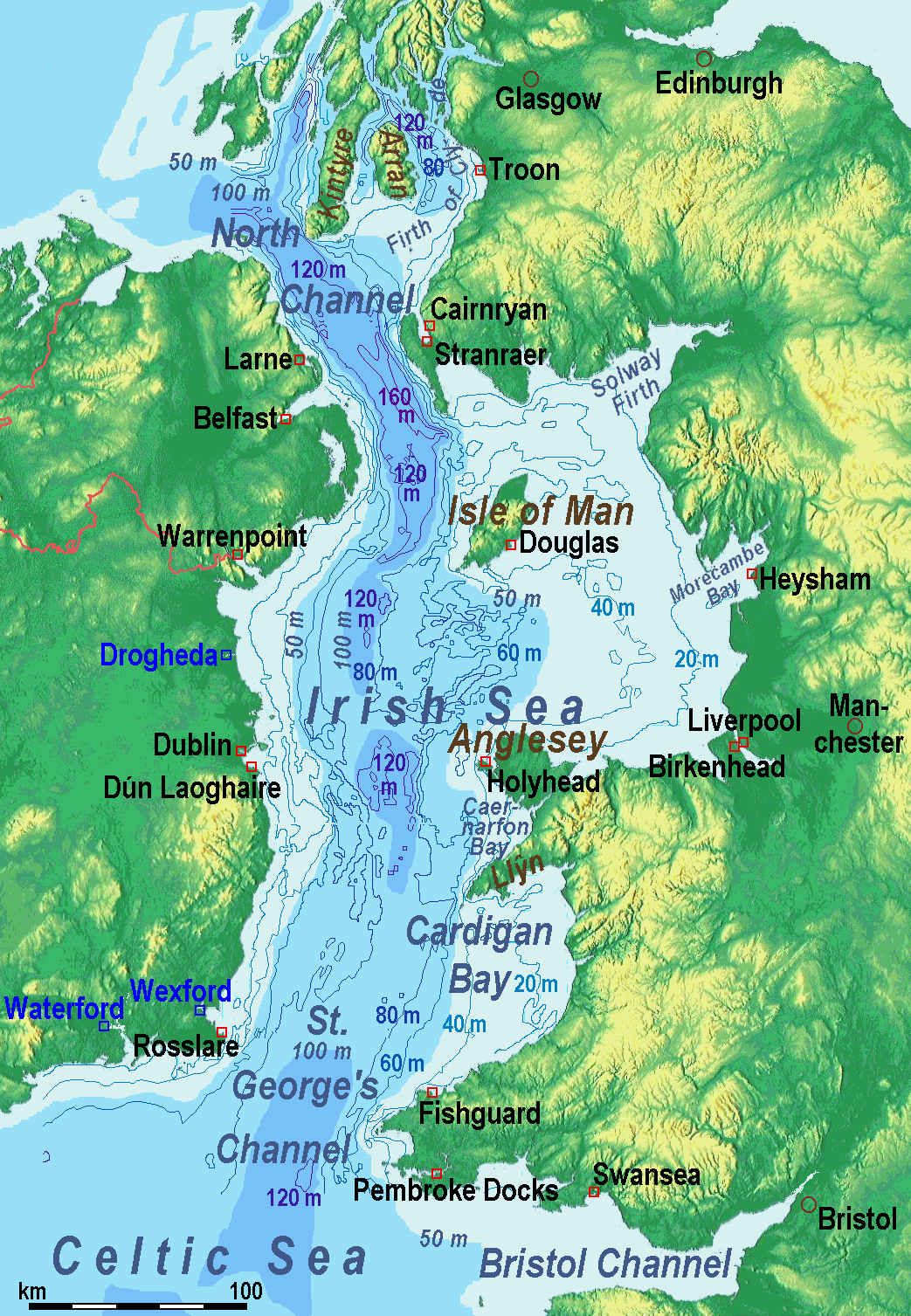
Hartă fizică a Canalului Sf. Gheorghe și a Mării Irlandei

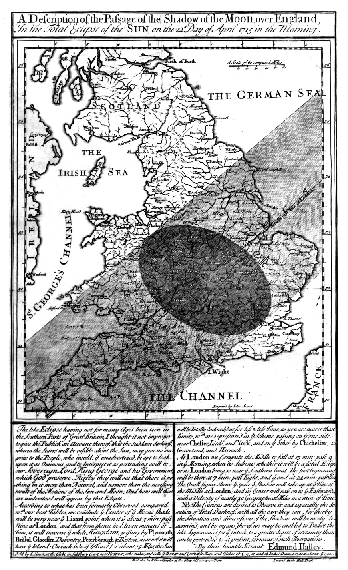
Hartă a Eclipsei de Soare a lui Edmond Halley din 1715, care înfățișează și canalul Sf. Gheorghe

Canalul Sfântul Gheorghe (în engleză St George's Channel, în galeză Sianel San Siôr, în irlandeză Muir Bhreatan) este un canal maritim care leagă Marea Irlandei de la nord de Marea Celtică de la sud-vest.
Din punct de vedere istoric, numele de „Canalul Sfântul Gheorghe” a fost folosit intermitent cu „Marea Irlandei” sau „Canalul Irlandez”, denumiri care ar cuprinde toate apele dintre Irlanda la vest și Marea Britanie la est. Unii geografi îl restricționează la porțiunea ce desparte Țara Galilor de Leinster,, uneori extinzându-l la sud la apele între West Country  din Anglia și de Munsterul de Est; aceste din urmă întinderi de apă au ajuns să fie numite de prin anii 1970 Marea Celtică. În Irlanda, „Canalul Sfântul Gheorghe” este o denumire aplicată în general actualmente numai celei mai înguste porțiuni a canalului, între Carnsore Point din Wexford și Capul St David din Pembrokeshire. Cu toate acestea, în Irlanda în continuare se vorbește despre „călătorii peste canal”, „fotbalul de peste canal” etc., unde „peste canal” înseamnă „către/din Marea Britanie”.
Actuala ediție (ediția a treia, 1953) a publicației Organizației Hidrografice Internaționale Limitele oceanelor și mărilor definește limita sudică a „Mării Irlandei și a Canalului Sfântul Gheorghe” ca fiind „o linie care unește Capul Sf. David (51°54′N 5°19′V / 51.900°N 5.317°V) de Punctul Carnsore (52°10′N 6°22′V / 52.167°N 6.367°V )”, ea nu definește separat cele două corpuri de apă. Proiectul celei de a patra ediții din 2002 omite cu totul partea de denumire „și canalul Sfântul Gheorghe”.
O scrisoare din 2004 a companiei St. George's Channel Shipping adresată Seascapes, un program RTÉ Radio, afirmă că Canalul Sfântul Gheorghe mărginește coasta irlandeză între Howth Head și Kilmore Quay și îi critica pe redactorii programului care foloseau denumirea de „Marea Irlandei” pentru aceste ape.
Numele „canalului Sfântul Gheorghe“ este atestat din 1578 în însemnările lui Martin Frobisher din a doua sa călătorie. Se spune că el derivă dintr-o legendă conform căreia Sfântul Gheorghe ar fi plecat spre Marea Britanie din Imperiul Bizantin, apropiindu-se de Marea Britanie prin canalul care îi poartă numele. Numele a fost popularizat de către coloniștii englezi din Irlanda după colonizări.